# Arrow Dynamics
Arrow Dynamics was een Amerikaanse attractie- en achtbaanbouwer, gevestigd in Clearfield, Utah.

## Levensloop bedrijf
Arrow Development werd opgericht in 1946 door Karl Bacon en Ron Toomer. Het bedrijf Arrow Dynamics, kortweg Arrow, was de opvolger van Arrow Development (1946–1981) en het latere Arrow Huss (1981–1986). In 2002 ging het bedrijf failliet maar het werd al snel overkocht door S&S Power waarna S&S Arrow gevormd werd. Later werd S&S Worldwide de nieuwe naam en sinds 2012 heeft Sansei Technologies een meerderheidsaandeel in het bedrijf en staat heet het bedrijf S&S - Sansei Technologies.

## Revolutionaire achtbaanbouwers
Arrow was het bedrijf dat mede verantwoordelijk was voor de enorme vooruitgangen die werden gemaakt op het gebied van achtbanen en de bijbehorende industrie. Zo werden er nieuwe achtbaanmodellen ontwikkeld en ook werden er nieuwe soorten inversies voor achtbaantreinen ontwikkeld die voorheen nog niet bestonden. De achtbanen volgende elkaar op en verbraken meerdere hoogte-, inversie,- en lengterecords.
Enkele van Arrows grote doorbraken zijn de ontwikkelingen van:
- "Matterhorn Bobsleds" in Disneyland. Dit was in 1959 de eerste stalen achtbaan met een buizensysteem en waar de treinen reden op nylon wielen die ooit was gemaakt.
- "Corkscrew" in Knott's Berry Farm. Dit was in 1975 de eerste moderne stalen achtbaan met inversies. Het element met inversies was een dubbele kurkentrekker.
- "Bat" in Kings Island. Dit was in 1981 de eerste moderne hangende achtbaan met een rond buizensysteem en schommelende gondels als achtbaantrein.
- "Magnum XL-200" in Cedar Point. Dit was in 1989 's werelds eerste hyperachtbaan en was 61 meter hoog.
- "X" in Six Flags Magic Mountain was in 2002 de eerste 4D-achtbaan waar de zitjes van de achtbaantrein de passagiers kon laten draaien om zijn as.

De achtbaan X heeft veel technische problemen gehad bij de opening in 2002 met desastreuze financiële gevolgen van dien. Uiteindelijk zorgde dit incident er mede door dat Arrow Dynamics failliet ging.

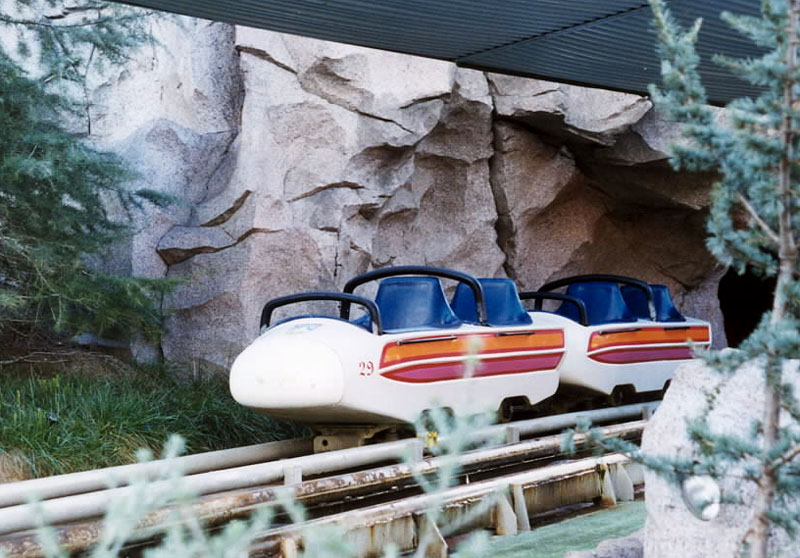
Matterhorn Bobsleds in Disneyland Park
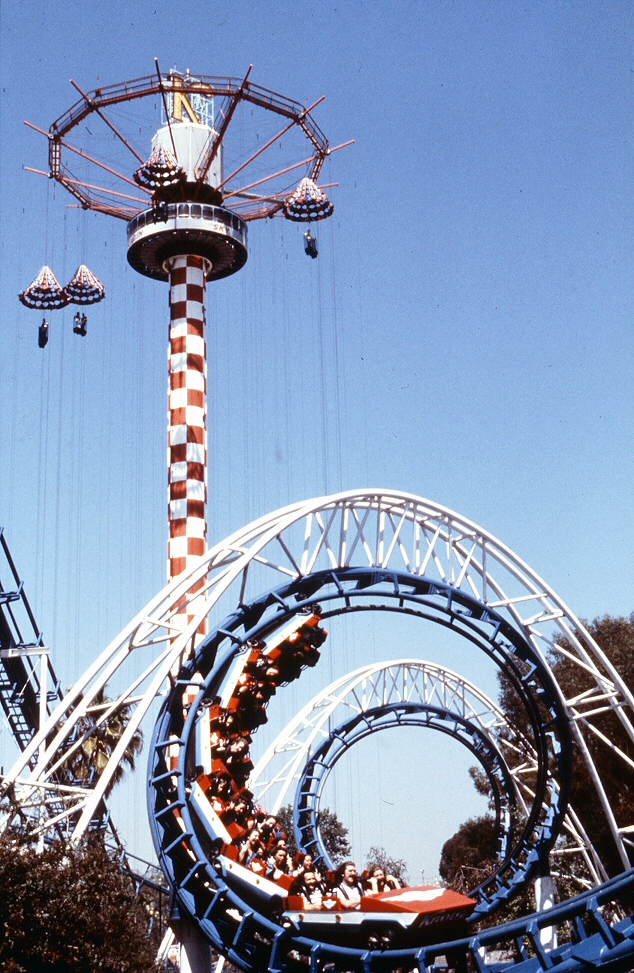
Corkscrew in Knott's Berry Farm
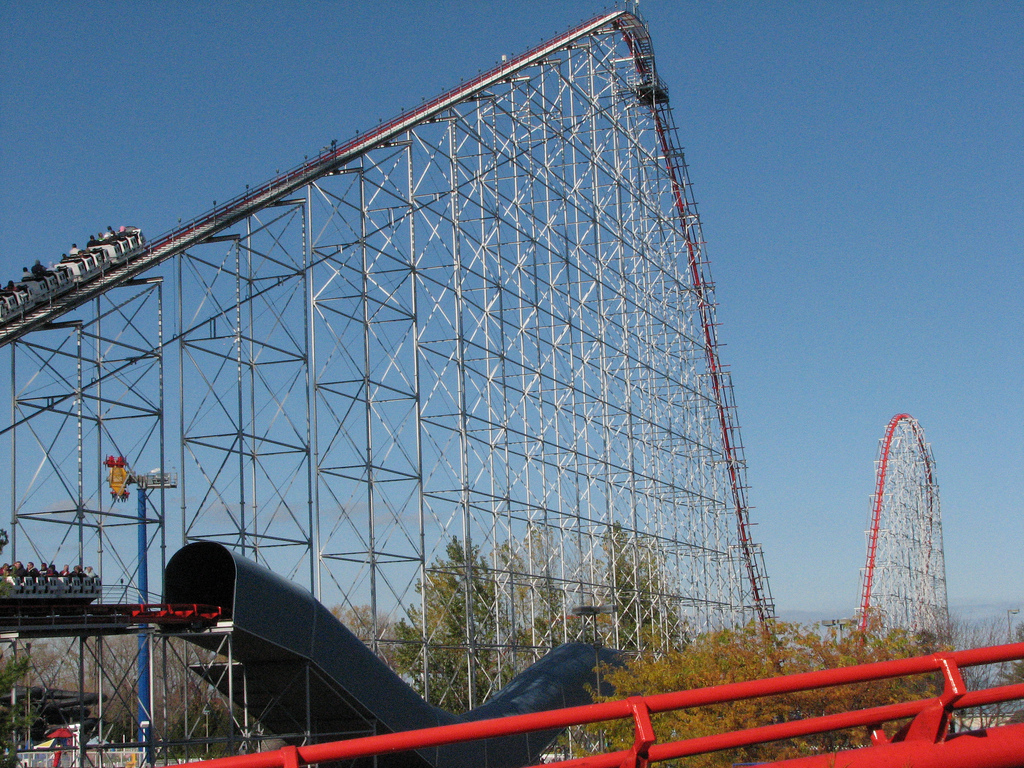
Magnum XL-200 in Cedar Point
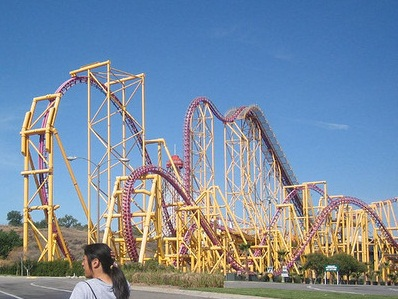
X in Six Flags Magic Mountain

## Baantype
Het baantype van de Nederlandse achtbaanbouwer Vekoma lijkt veel op dat van Arrow. Dit komt omdat Arrow aan Vekoma geleerd heeft hoe ze hun track maakten. Dit deden zij in de hoop dat Vekoma voor hen de track in Europa zou leveren als ze een Europese opdracht kregen. Dit plan mislukte en Vekoma ging hun eigen achtbanen maken. Overigens heeft Sansei Technologies, het moederbedrijf van S&S - Sansei Technologies, Vekoma in 2018 overgenomen.

## Andere attracties
Arrow Development maakte vele andere soorten attracties voor attractieparken. In de eerste jaren nadat Disneyland Park in Anaheim opende in 1955 leverde Arrow Development onder andere Mad Tea Party (theekopjesattractie), King Arthur Carrousel (draaimolen), Casey Jr. Circus Train en Autopia (beide een rondrit), Snow White's Enchanted Wish en Alice in Wonderland (beide dark rides), Dumbo the Flying Elephant (red baron).
In 1963 produceerde Arrow Development de allereerste boomstamattractie. Dit was El Aserradero in Six Flags Over Texas.